# Antigny (Vandea)
Antigny è un comune francese di 1 050 abitanti situato nel dipartimento della Vandea nella regione dei Paesi della Loira.

## Società

### Evoluzione demografica
Abitanti censiti